# Diversion (Джонстон)
Diversion (укр. Різноманіття) — музичний твір американського композитора Бена Джонстона, написаний 1979 року.
Квартет написано на замовлення композитора Лео Крафта, який працював у нью-йоркському Квінз-коледжі. Крафт керував ансамблем New Repertory Ensemble of New York, що складався з одинадцяти музикантів, які грали на різних інструментах (окрім двох туб). Всі музиканти були викладачами Квінз-коледжу та Нью-Йоркського університету. У відповідь на замовлення, Бен Джонстон написав Diversions, дивертисмент, схожий на середньовічний танцювальний твір, які він не писав з 1959 року, коли співпрацював з Мерсом Каннінгемом над балетом «Гамбіт».
Згідно з аналізом музикознавиці Хайді фон Гунден, Diversions поєднує два підходи, характерні для творчості Бена Джонстона. По-перше, композитор знов використовував техніки серіалізму, тобто створював серію з дванадцяти нот, що не повторюються, які потім використовувалися в різних комбінаціях. Але на відміну від традицій додекафонії, Джонстон відмовився від рівномірно-темперованого строю, замість цього використовуючи «розширений чистий стрій», настроювання, в якому інтервали виражаються за допомогою відношень висот нот, які описуються простими числами 2, 3, 5, 7 та 11. Базова серія з дванадцяти нот створена за принципами отональності і утональності, які першим описав вчитель Джонстона Гаррі Парч. Ритмічна структура Diversions також підпорядкована патернам, які описуються простими числами 2, 3 та 5, а найбільш поширеними тактовими розмірами є 5/8 та 7/8. Серед інших особливостей композиції — використання техніки klangfarbenmelodie (укр. темброва мелодія або укр. звуково-колірна мелодія), відомою перш за все завдяки творам Арнольда Шенберга: одні й ті ж ноти або акорди послідовно грали різні набори інструментів, через що висота звучання не змінювалася, але змінювався тембр («колір») звучання.
Diversions вперше виконано 1981 року ансамблем New York Contemporary Repertory Ensemble під керівництвом Лео Крафта, в Нью-Йорку. Ноти опубліковано в видавництві Smith Publications.